# Nieuwpoort (Hollande-Méridionale)
Pour les articles homonymes, voir Nieuwpoort.
Nieuwpoort est une petite ville fortifiée qui fait partie de la commune de Molenlanden dans la province néerlandaise de Hollande-Méridionale.
La ville a obtenu ses droits et privilèges de cité en 1283.
Nieuwpoort a été une commune indépendante jusqu'au 1er janvier 1986. Elle a fusionné avec Groot-Ammers, Langerak et Streefkerk pour former la nouvelle commune de Liesveld.